# Стереоскопия
Стереоскопия е техника за постигане или подсилване на илюзията за дълбочина на образа чрез средства за стереопсис, предназначени за бинокулярно зрение. Думата стереоскопия произлиза от гръцки (στερεός (стереос) – „твърд, солиден“ и σκοπέω (скопео) – „да гледам“, „да видя“).
Повечето стереоскопични методи представят две отделни изображения за лявото и дясното око на зрителя. Тези двуизмерни изображения се комбинират в мозъка и така се създава илюзията за триизмерна дълбочина. В контраст на пригодените за показване на триизмерни изображения 3D дисплеи, тази техника се различава до известна степен от тях, позволявайки на наблюдателя да получава „повече информация“ относно показаните триизмерните обекти, движейки главата и очите си.

## Общ преглед
Стереоскопията създава илюзията за триизмерна дълбочина, получена чрез комбинирането на двуизмерни изображения. Човешкото зрение, включително и възприятието за дълбочина, е съвкупност от сложни процеси, чието протичане започва с придобиването на визуална информация през очите, в резултат на което мозъкът обработва получената информация, за да ѝ придаде смисъл. Едни от по-важните функции на мозъка в случая са преценката на разстоянието на даден обект от наблюдателя и дълбочинното измерение на същия този обект. Човешкият мозък използва редица сигнали и ориентири, за да определи дълбочината и разстоянията при възприетата гледка, сред които са: 
- Стереопсис
- Акомодация на окото
- Застъпване на два обекта
- Образуван визуален ъгъл на обект с известен размер
- Линейна перспектива
- Вертикална позиция
- Десатурация и замъгленост
- Промяна в големината на отделни детайли

(Всички горепосочени ориентири, с изключение на първите два, присъстват при традиционни изображения като картини, фотографски снимки и телевизия.)
Стереоскопията намира приложение както в снимки, така и във филмови продукции, като за двете очи са осигурени различни изображения, обединени под влиянието на стереопсис. Важно е да се отбележи, че докато всички точки от изображението са съсредоточени в една и съща равнина, без оглед на дълбочината им, фокусът не е дублиран, следователно илюзията е незавършена.
Има два стереоскопични ефекта, които са необикновени за човешкото око: първо, несъответствието между конвергенцията и акомодацията, причинено от разликата между позицията на обект спрямо екрана и източника на светлина, и второ, възможно разминаване (несъответствие) на образите, причинено от несъвършено отделяне на изображенията по някакъв начин.
Въпреки че терминът „3D“ e повсеместно използван, важно е също така да се отбележи, че наблюдаването на двойки 2D изображения е видимо различно от показване на изображение в три пълни измерения. Най-забележимата разлика е, че при триизмерните екрани, движейки главата и очите си, човек няма да получи, така да се каже, „повече информация“ за триизмерните обекти. Холограмни или волуметрични дисплеи нямат подобно ограничение. Подобно на технологията за звуковъзпроизвеждане, при която е невъзможно пресъздаването на триизмерен звук, така, че да звучи през двойка звукоговорители, не бихме могли да наречем двойни 2D изображения „триизмерни“. Терминът „стереоскопичен“ e точният, но „по-обременителен“ термин от общоприетото название „3D“, утвърдено след десетки години неправилна употреба. Макар че повечето стереоскопични дисплеи не могат да бъдат класифицирани като триизмерни, всички триизмерни са стереоскопични, защото срещат критериите за такива.
Повечето 3D дисплеи използват създадения през 1838 г. от Чарлз Уитстоун стереоскопичен метод за предаване на изображение в три измерения. Уитстоун използвал стереоскопа си с рисунки, защото по това време още не е била открита фотографията. Ето какво казва самият той:
| „ | С илюстративни цели съм използвал само контурни фигури. Ако бях използвал сенки или оцветяване, на някого би могло да му хрумне, че ефектът е частичен или цялостен поради една или друга причина, докато по този начин няма място за съмнение, че той се дължи на едновременното възприемане на две монокулярни проекции, по една на всяка ретина. Ако се изисква изобразяването на обекти, които имат значителни прилики с реалните, сенки или оцветяване могат да бъдат използвани за подсилване на ефекта. С малко старание един художник ще може да нарисува и оцвети две компонентни рисунки, които да представи на някого и в резултат да постигне перфектна идентичност с реалния обект. Цветя, кристали, бюстове, вази, инструменти и др. могат да бъдат представени по този начин, за да изглеждат като истински. | “ |

Стереоскопията е използвана при фотограметията и също така за забавление. Тя е полезна при преглеждането на изображения, извадени от големи многоизмерни набори от данни. Ранен патент за 3D изобразяване в кината и по телевизията принадлежи на румънския физик Теодор Йонеско и е издаден през 1936 г. Модерната индустриална триизмерна фотография си служи с 3D скенери, които откриват и записват триизмерна информация. Триизмерната информация може да бъде реконструирана от две изображения (ляво и дясно) посредством компютър и чрез „кореспонденция“ на пикселите.

### Визуални изисквания
Необходими са следните три нива на бинокулярното зрение, за да могат да се разглеждат стереоизображения:
- Зрителен синтез
- Едновременно възприятие
- Стереопсис

Тези функции се развиват още в ранното детство. При страдащи от кривогледство е нарушено развитието на стереопсис, но бинокулярното зрение може да бъде подобрено чрез медикаменти. Стереоскопичната проницателност на един човек определя минималното несъответствие, което може да бъде възприето от него. Счита се, че приблизително 12% от хората не могат да виждат правилно 3D изображения, най-вече заради заболявания. Според друг експеримент, близо 30% от хората имат много слабо стереоскопично зрение. Това обезсилва или значително намалява дълбочинния ефект при тях.

## Страна до страна
Традиционната стереоскопична фотография използва метод за създаване на илюзия чрез двойка 2D изображения – стереограма. Най-лесният начин за постигане на такава илюзия е едновременното наблюдаване на две различни изображения, представящи две перспективи на един и същ обект с леко отклонение помежду си.
За да се избегне напрежение в очите и други проблеми, трябва всяко око на наблюдателя да гледа само и единствено едно от двете изображения, така, че ако има обект, отдалечен в безкрайността (например хоризонт), да бъде възприет безпроблемно от него. Очите трябва да гледат право напред и не бива да бъдат нито кръстосани, нито гледащи в различна посока. Ако не се съдържат обекти в безкрайността, изображенията трябва да бъдат разположени по-близо едно към друго, като това се вземе предвид при изработката на една стереограма.
Предимствата на технологията „страна до страна“ (side-by-side) са, че няма разминаване в яркостта и изображения могат да бъдат гледани при много висока резолюция и в пълен цветови спектър. Този метод е сравнително лесен за прилагане, тъй като предварителна обработка на изображенията не е нужна. Алтернативен начин за наблюдение, при който няма нужда от оптично оборудване, е чрез кръстосване на очите, но понякога може да бъде трудно или неудобно.

### Наблюдение с невъоръжено око
Има два метода за наблюдение с невъоръжено око: 
- Методът за паралелно наблюдение използва две изображения, а разстоянието между т. нар. „кореспондиращи“ пиксели е не повече от 65 милиметра; това е средното разстояние между две човешки очи. Наблюдателят гледа право в двете изображения, без да движи очите си. Това може да се окаже пречка за нормалното зрение, защото фокусът на окото и зрителната конвергенция действат едновременно.

- Методът за наблюдение с кръстосани очи отново използва две изображения, но лявото око гледа дясното изображение и обратно. Съществуват очила, които намаляват ъгъла на конвергенция и позволяват наблюдението на по-големи изображения.

### Автостереограма
Автостереограма представлява стереограма, която създава илюзия за триизмерно пространство и е съставена от едно двуизмерно изображение. За да възприеме 3D формите в автостереограмите, наблюдаващият трябва да гледа под определен ъгъл и да превъзмогне обичайната автоматична координация между приспособяването на очите и вергентното им движение.

### Стереоскоп и стереографични карти
Стереоскопът е инструмент, при който две снимки на един и същ обект, направени под различен ъгъл, се представят едновременно, по една на всяко око. Просто устроеният стереоскоп има ограничение за големината на използваните изображения, но при по-сложно устроените има подобни на перископи чифт устройства, позволяващи използването на обемни изображения.

### Апарат за транспарентно наблюдение
Диаметрално срещуположно разположени изображения се отпечатват на полупрозрачен филм, след което той се прикрепя към картонен диск. Преимуществото на транспарентното разглеждане е в по-големия обсег на зрение. Този метод на разглеждане датира поне от 1931, когато американската компания „Tru-Vue“ започва производството на 35-милиметрови филмови ленти, предназначени за преносимо устройство за гледане на транспарентни изображения, направено от бакелит. През 1940-те е представен модифициран вариант на това устройство, но с по-малки размери, наречен „View-Master“.

### Виртуален шлем
Шлемът за виртуална реалност представлява каска или очила с два малки LCD или OLED дисплея и увеличителни лещи, по една за всяко око. Той може да бъде използван за гледане на филми, изображения или играене на игри или просто като виртуален дисплей. Един шлем може да бъде свързан с проследяващи главата устройства, които позволяват на потребителя да гледа наоколо във виртуалния свят, движейки своята глава, без да има нужда от контролери. Понякога се изисква значителна компютърна обработка на изображението, за да се избегне гадене у наблюдателя. Ако се използва шест-осово позиционно сензориране, наблюдаващото лице може да гледа само в пределите на използвания уред. Благодарение на напредъка в компютърната графика и миниатюризацията на техниката, тези устройства са все по-достъпни и на по-приемливи цени.
Виртуални шлемове или очила могат да бъдат използвани за наблюдение на прозрачни изображения, наложени върху картина от истинския свят, формирайки добавена реалност. Това става чрез отразяване на изображения през частично отразяващи огледала. Гледка от реалния свят се вижда през отразяващата повърхност на огледалата. Експериментални системи са използвани в гейминга срещу виртуални опоненти. Този тип системи имат широко приложение в поддръжката на сложни системи, предоставяйки на един техник „рентгеново зрение“ чрез комбиниране на компютърни графики на скрити елементи и неговото собствено зрение. В допълнение, шлемове могат да служат и за разглеждане на технически данни и схематични диаграми, премахвайки необходимостта от неудобни хартиени документи.
Аугментираното стереоскопично наблюдение намира приложение и в хирургията, като по-често хирургът наблюдава предоставени от томографичен скенер радиографични данни.

### Ретинален дисплей
Виртуалният ретинален дисплей, познат също като сканиращ ретината дислей, е дисплейна технология, която съставя растерен дисплей директно върху ретината на окото. Потребителят съблюдава нещо като конвенционален дисплей, „плаващ“ в пространството пред него.

## Триизмерна технология
Триизмерната технология се дели на две категории, активна и пасивна. Зрителите, използващи активната технология, разполагат с дисплей.

### Активна технология

#### Шутърни системи
Шутърната система работи, представяйки изображение на лявото око, докато дясното око е блокирано и след това обратно. Тези действия се повтарят достатъчно бързо, че прекъсванията при смяната на гледащото око да не взимат отношение при възприемането на образите като един цялостен триизмерен образ. Използват се очила с течни кристали. Стъклото пред всяко око съдържа течен кристален слой, който има способността да потъмнява, когато е приложено напрежение. Очилата се контролират от синхронизиран сигнал, позволяващ да бъде потъмнен образът за двете очи поотделно, в синхрон с честотата на опресняване на екрана.

### Пасивна технология

#### Поляризация
Две насложени едно върху друго изображения се прожектират на екрана през поляризиращи филтри. При прожектиране се използва екран със сив цвят. Зрителят гледа през очила, също съдържащи филтри. Всеки филтър пропуска светлина с подобна поляризация и възпира други видове такава.

#### Цветни анаглифни системи
Основна статия: Анаглифни изображения
Анаглифията е метод за получаване на стереоскопични (3D) изображения чрез цветово кодиране на сигнала, предназначен за лявото и дясното око. За получаване на реалистичен ефект се използват анаглифни очила със специални цветни филтри: по-често, за лявото око – червен, а за дясното – син, но има и други цветови комбинации. Стереоизображението се формира от едновременно наблюдение с помощта на очилата на две картини, всяка снимана със съответния филтър, т.е. всяко око възприема само информацията, филтрирана при снимането със съответния цвят.

#### Формат „отгоре-отдолу“
Ефектът се постига чрез поставяне на двойка изображения едно над друго. Изработват се специални очила, накланящи видяното от дясното око нагоре и видяното от лявото око – надолу.

## Други методи, при които не е необходимо оборудване

### Автостереоскопия
Автостереоскопичните дисплеи съдържат оптични компоненти, позволяващи на всяко око да види различно изображение. Компонентите сами разпределят изображенията между двете очи, но наблюдаващото лице не бива да движи и отклонява главата си, за да може да бъде постигнат ефектът. Автомултископичните дисплеи осигуряват няколко гледни точки на една картина, позволявайки на наблюдателя да прави движения и в същото време да вижда коректно. Технологията включва два класа дисплеи: онези, които проследяват главата (и очите) на зрителя и онези, които предоставят няколко различни гледни точки. Холографията, лентикулярните лещи, паралаксната бариера, волуметричните дисплеи и светлинно-полевите дисплеи използват автостереоскопична технология.

#### Холография
Основна статия: Холография
В холографията, както и при фотографските снимки, се използват материали на основата на сребърен халогенид (най-често сребърен бромид). При синтеза на фотографската емулсия съществува правопропорционална зависимост между големината на кристала на сребърния халогенид и светлочувствителността. Поради тази причина, за традиционната фотография се прилагат мерки за „растеж“ на кристалите на сребърния халогенид, за да се постигне високата им чувствителност, позната от любителската фотография. В холографията, обратно, са необходими мерки за избягване на големите сребърно-халогенидни кристали и стремежа те да бъдат възможно най-малки. Причината е, че за разлика от обикновеното фотографско изображение, където се записва проектираното с фотообектив плоско (двуизмерно) изображение директно върху фотоматериала, в холографията се записва интерференчна картина между опорния сноп светлина и отразената от обекта „предметна“ светлина.
Макар че холограмният ефект е един от най-убедителните, той рядко намира приложение извън лабораториите, имайки предвид огромния брой необходими изчисления.